# اندیس مراغه
مراغه یک اندیس فلزی است که در حوالی شهر مراغه استان آذربایجان شرقی قرار دارد و مادهٔ معدنی موجود در آن، اورانیوم است.